# Tänk om jag
Tänk om jag är en psalm med text och musik skriven av Göte Strandsjö.

## Publicerad i
- Psalmer i 90-talet som nr 841 under rubriken "Kyrkans år".
- Psalmer i 2000-talet som nr 934 under rubriken "Kyrkans år"